# رون مان
رون مان هو مخرج كندي، ولد في 13 يونيو 1958 في تورونتو في كندا.

## وصلات خارجية
- رون مان على موقع IMDb (الإنجليزية)
- رون مان على موقع ألو سيني (الفرنسية)
- رون مان على موقع أول موفي (الإنجليزية)
- رون مان على موقع قاعدة بيانات الأفلام السويدية (السويدية)
- رون مان على موقع قاعدة بيانات الفيلم (الإنجليزية)
- رون مان على موقع كينوبويسك (الروسية)